# هو وهاي وهي
هو برنامج خليجي تم عرضه في رمضان سنة 2014 على قناة mbc1 ويتم تقديمة الفنان الخليجي بشار الشطي و الفنانة الخليجية هيا الشعيبي و الفنانة أمل العوضي ومشاركة نجمة الخليج المراهقة حلا الترك
يتضمن البرنامج مسابقات مسلية وجديدة من نوعها وتوزيع العديد من الهداية للمتصلين عند الاجابات على الاسئلة الصحيحة